# Jean Cuendet

Jean Cuendet (1984)

Jean Albert Cuendet (* 12. April 1929; † 1988) war ein Schweizer Diplomat.

## Leben
Cuendet, dessen Vater Albert Cuendet ebenfalls Diplomat und unter anderem von 1960 bis 1961 Generalkonsul in Turin war, trat in den diplomatischen Dienst ein und war unter anderem zwischen dem 13. Januar und dem 31. Oktober 1957 Gesandtschaftsattaché an der Gesandtschaft in Jugoslawien. Nach verschiedenen anderen Verwendungen war er von 1968 bis 1970 Mitarbeiter sowie zuletzt 1970 Chef der Sektion Völkerrecht in der Direktion für Völkerrecht im Aussenministerium, dem Eidgenössischen Politischen Departement (heute Eidgenössisches Departement für auswärtige Angelegenheiten). Danach fand er zwischen Juli 1970 und Oktober 1973 Verwendung als Botschaftsrat an der Botschaft in der Volksrepublik China sowie zwischen 1973 und Dezember 1975 als Botschaftsrat an der Botschaft im Libanon, an der er Ständiger Vertreter des Botschafters war. Später war er von 1976 bis 1978 Leiter des Politischen Sekretariats im Politischen Departement.
Am 19. August 1980 wurde Cuendet als Nachfolger von Daniel Gagnebin Botschafter in Ägypten und bekleidete diesen Posten bis zum 3. Juli 1984, woraufhin er durch Luciano Mordasini abgelöst wurde. Zuletzt löste er am 1. Oktober 1984 Peter Erni als Botschafter in Indien ab und übte dieses Amt bis zu seinem Tod 1988 aus. Sein dortiger Nachfolger wurde am 14. Juni 1989 Jean-Pierre Zehnder.

## Weblink
- Dokumente von und über Jean Cuendet in der Datenbank Dodis der Diplomatischen Dokumente der Schweiz